# Gasolin' 3
Gasolin' 3 är det tredje albumet av den danska rockgruppen Gasolin', som släpptes i november 1973. Det var bandets första album som producerades av Roy Thomas Baker. Gasolin' 3 spelade in i Rosenberg studio i Köpenhamn med Freddy Hansson som ljudtekniker.
Låtarna "Det var Inga, Katinka og Smukke Charlie på sin Harley" / "Jeg er splittergal" och "Bessefar"  / "Smukke Linda" släpptes som singlar. 1974, släpptes Gasolin' 3 med engelskt text som Gasolin'.
Gasolin' 3 släpptes på CD 1987 med Stakkels Jim och 1991 var den ommastrad till CD. 2003 inkluderades den i The Black Box.

## Låtlista

### Sida ett
1. "Smukke Linda" (Gasolin', Mogens Mogensen) – 4:58
2. "Rabalder" (Kim Larsen, Wili Jönsson, Franz Beckerlee) – 2:28
3. "Katten" (Larsen, Jönsson, Beckerlee, Mogensen) – 2:50
4. "Jeg troede jeg var" (Larsen, Jönsson, Beckerlee, Mogensen) – 3:13
5. "Bobo's sang" (Larsen, Jönsson, Beckerlee, Mogensen) – 4:05

### Sida två
1. "Det var Inga, Katinka og smukke Charley på sin Harley" (Tommy Pedersen, Gasolin', Mogensen) – 2:51
2. "Jeg er splittergal" (Larsen, Jönsson, Beckerlee) – 3:15
3. "Cafe Paradis" (Gasolin', Mogensen) – 4:14
4. "Bessefar" (Larsen, Jönsson, Beckerlee, Mogensen) – 2:12
5. "Sju-bi-du-bi-mand" (Gasolin') – 5:54

## Medverkande

### Gasolin'
- Kim Larsen – sång, kompgitarr, sologitarr på "Det var Inga, Katinka..." och "Bobo's sang"
- Franz Beckerlee – sologitarr, moog, sång, bas på "Jeg er splittergal"
- Wili Jønsson – bas, piano, orgel, sång
- Søren Berlev – trummor, slagverk

### Övriga medverkande
- Niels Harrit – tenorsaxofon, barytonsaxofon, slagverk, piano på "Bessefar"

### Produktion
- Roy Thomas Baker – producent
- Freddy Hansson – tekniker

## Albumomslag
Albumomslaget är en målning av Tage Hansen som användes utan hans godkännande. När han fick veta om användningen erbjöd han sitt godkännande för priset av två kopior av albumet, som han också fick. 2010 offentliggjordes det att albumomslagsbilden skall användas som frimärke efter en omröstning av lyssnarna till Danmarks Radio.